# Ingegerd Larsdotter
Ingegerd Larsdotter var en svensk nunna. Hon var abbedissa i Vadstena kloster från 1564 till 1565.